# St. Alban (Walkertshofen)

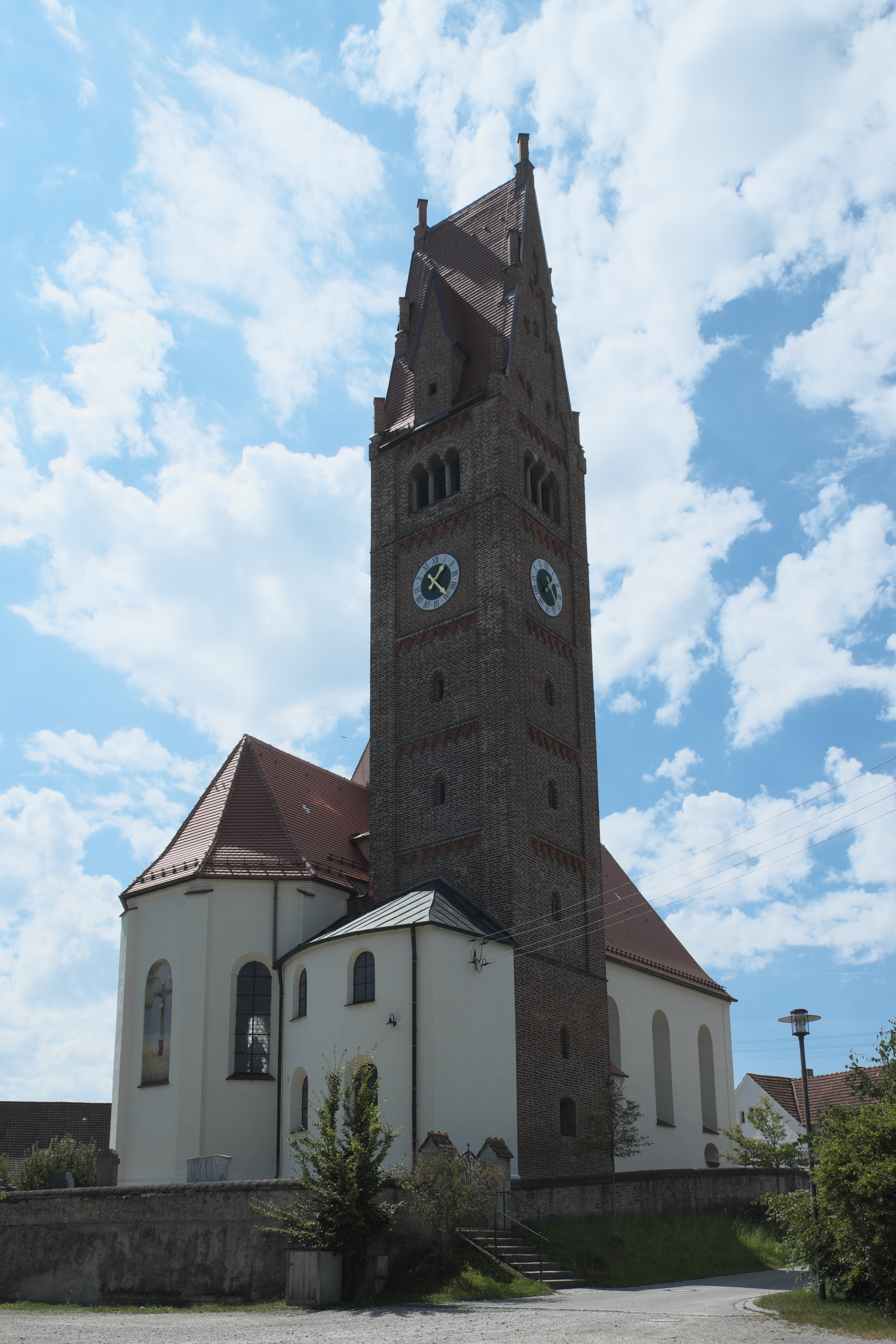
St. Alban in Walkertshofen

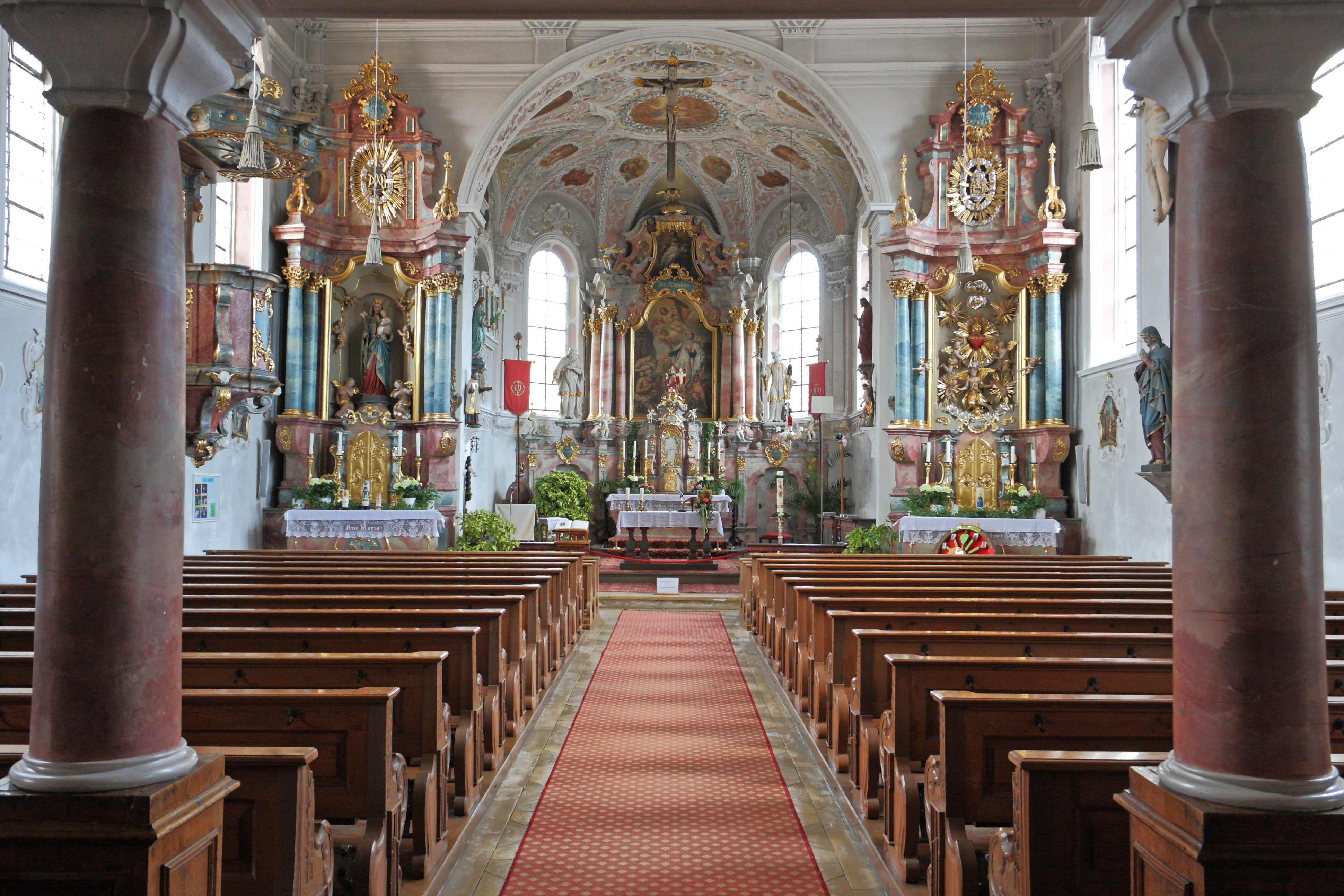
Blick zum Chor

Die römisch-katholische Pfarrkirche St. Alban steht in Walkertshofen, einer Gemeinde im schwäbischen Landkreis Augsburg von Bayern. Das Bauwerk ist in der Liste der Baudenkmäler in Walkertshofen als Baudenkmal unter der Nr. D-7-72-214-2 eingetragen. Die Pfarrei gehört zum Dekanat Schwabmünchen des Bistums Augsburg.

## Beschreibung
Die im Kern spätgotische Saalkirche besteht aus einem Langhaus, das 1692 erneuert und 1716 durch Michael Stiller umgestaltet wurde, einem eingezogenen, dreiseitig geschlossenen, von Strebepfeilern gestützten Chor im Osten, der 1723 von Michael Stiller neu gebaut wurde, einem Chorflankenturm aus unverputzten Backsteinen an der Nordwand des Chors und der Sakristei in der Ecke von Chorflankenturm und Chor. Der Chorflankenturm wurde 1792 aufgestockt und quer mit einem Satteldach zwischen den mit Fialen verzierten Giebeln bedeckt. Sein oberstes Geschoss beherbergt hinter den als Triforien gestalteten Klangarkaden den Glockenstuhl mit vier Kirchenglocken, das Geschoss darunter die Turmuhr. Der Innenraum des Langhauses ist mit einer Flachdecke überspannt, der des Chors mit einem Stichkappengewölbe. Der Hochaltar wurde 1756, die Seitenaltäre wurden um 1762 aufgestellt. Die um 1700 entstandene Ölberggruppe wird Lorenz Luidl zugeschrieben. Die Orgel mit sechs Registern, verteilt auf ein Manual und ein Pedal auf der oberen Empore hat um 1850 Johann Anton Breil gebaut.